# Terany
Terany (em húngaro: Terény) é um município da Eslováquia, situado no distrito de Krupina, na região de Banská Bystrica. Tem 10,83 km² de área e sua população em 2018 foi estimada em 601 habitantes.

## Demografia
| Ano:        | 1994 | 2004   | 2014    | 2024   |
| ----------- | ---- | ------ | ------- | ------ |
| Broj ljudi: | 713  | 727    | 639     | 588    |
| Razlika:    |      | +1,96% | -12,10% | -7,98% |

| Ano:               | 2023 | 2024 |
| ------------------ | ---- | ---- |
| Número de pessoas: | 588  | 588  |
| Diferença:         |      | +0%  |